# Almegíjar
Almegíjar település Spanyolországban, Granada tartományban. Almegíjar Busquístar, Cástaras, La Taha és Torvizcón községekkel határos. Lakosainak száma 325 fő (2024).

## Népesség
A település népessége az elmúlt években az alábbi módon változott:
| Lakosok száma | 414  | 445  | 421  | 392  | 427  | 361  | 377  | 365  | 330  | 325  |
|               | 2001 | 2004 | 2006 | 2009 | 2011 | 2014 | 2016 | 2019 | 2021 | 2024 |